# Klaas Gerling
Klaas Gerling, noto anche con lo pseudonimo di Klaas (Colonia, 3 gennaio 1981), è un disc jockey e produttore discografico tedesco di musica electro, electro-house e dirty dutch.
È noto al pubblico europeo soprattutto per la canzone Infinity 2008 del Guru Josh Project, di cui ha curato il remix, che è stata per circa 10 settimane in vetta alla Global Dance Traxx.

## Discografia

### Singoli[1]
- Klaas - Bring Back The Love (2014)
- Klaas & Mazza - Ready (2014)
- Klaas - Party Like We Are Animals (2014)
- Klaas - Night To Remember (2013)
- Klaas - Hurt Will End (2013)
- Klaas - Heartbeat (2013)
- Klaas - Storm (2013)
- Klaas - Flight To Paris (2013)
- Klaas - We Are Free (2013)
- Klaas - Hold This Moment (2013)
- Klaas - Pulsar (2012)
- Klaas - Proton (2012)
- Klaas - Andromeda (2012)
- Klaas - Wild Beast (2012)
- Klaas - Engelstrommeln (2012)
- Klaas - Grape (2012)
- Klaas ft. Carlprit - Do You What To Do (2012)
- Klaas - Changes (2011)
- Klaas & Bodybangers - I like (2011)
- Klaas & Bodybangers - Freak (2011)
- Klaas - Downtown (Scream & Shout) (2010)
- Klaas - Better Days (Scream & Shout) (2009)
- Klaas - Our Own Way (Scream & Shout) (2009)
- Klaas - How Does It Feel (Bootleg) (2009)
- Klaas meets Haddaway - What Is Love (Scream & Shout) (2009)
- Klaas - Make You Feel (Scream & Shout) (2008)
- Klaas - Feel The Love (Scream & Shout) (2008)
- Klaas - The Way (Scream & Shout) (2007)
- Klaas – Confession (Scream & Shout) (2006)
- Klaas – Get Twisted (Scream & Shout) (2006)

### Remixes
- Stromae - House'lleluja (Klaas Mix)
- Culcha Candela - Somma Im Kiez (Klaas Mix)
- Real2Real – I Like To Move It (Klaas Mix)
- Fragma - Memory (Klaas Mix)
- Nick Terranova - Break Away (Klaas Mix)
- Fentura – Live It (Klaas Mix)
- Jean Elan – Where's Your Head At (Klaas Mix)
- Guru Josh Project – Infinity 2008 (Klaas vocal edit e Klaas remix)
- Junior Caldera - Sleeping Satellite (Klaas Mix)
- Horny United - Crazy Paris (Klaas Mix)
- DJ Disciple – Work It Out (Klaas Mix)
- G&G - My My My (Klaas Mix)
- Danny S - Keep Me Hanging On (Klaas Mad Saw Mix)
- Danny S - Keep Me Hanging On (Klaas Bigroom Mix)
- Swanky Tunes - No More Fear (Klaas Mix)
- Greg Cerrone - Invincible (Klaas Remix)
- Attack Attack - Set The Sun (Klaas Remix)
- Michael Mind - Ride Like The Wind (Klaas Remix)
- Global Deejays - Everybody..s Free (Klaas Remix)
- Antoine Clamaran & Mario Ochoa - Give Some Love (Klaas Remix)
- Micha Moor – Space (Klaas Bigroom Remix) + (Klaas Club Remix)
- Guru Josh Project – How Does It Feel (Klaas Mix)
- No Angels - Goodbye To Yesterday (Klaas Remix)
- Eddie Thoneick - Together As One (Klaas Remix)
- Chrissi D! - Don't You Feel (Klaas Remix)
- Erick Decks - Wild Obsession (Klaas Remix)
- Patrick Bryce - Papercut (Klaas & Micha Moor Remix)
- DJ Aston Martinez - You Wanna (Klaas Remix)
- DJ Antoine - This Time (Klaas Remix)
- Greg Cerrone - Pilling Me (Klaas Remix)
- John Morley - Naughty (Klaas Remix)
- I'm A Finn – I Love You (Klaas Remix)
- The Freelance Hellraiser - Weightlessness (Klaas Remix)
- Lissat & Voltaxx - Young And Beautiful (Klaas & Micha Moor Remix)
- Spinning Elements - Freak (Klaas Remix)
- Dr. Kucho & Gregor Salto - Cant Stop Playing (Klaas & Micha Moor Remix)
- Run DMC - It's like that (Klaas Remix)
- Mylène Farmer - Oui mais... non (Oui mais... Klaas Mix Club Edit)
- Basement Jaxx - Where's Your Head At (Klaas Remix)